# تيتوزينل (أسفيتش)
تیتوزینل (بالفارسية: تیتوزینل) هي قرية تقع في إيران في قسم أسفیتش الريفي. يقدر عدد سكانها بـ 14 نسمة بحسب إحصاء 2016.